# 合成生物学海河实验室
39°06′40″N 117°24′09″E / 39.11107°N 117.40244°E合成生物学海河实验室，位于天津市滨海新区空港经济区，2021年11月27日由天津市市长廖国勋与中国科学院院士邓子新共同揭牌正式成立，邓子新任合成生物学海河实验室主任。